# Кусовац
Кусовац је насеље у Србији у општини Кнић у Шумадијском округу. Према попису из 2022. има 182 становника (према попису из 2011. било је 171 становника).

## Демографија
У насељу Кусовац живи 141 пунолетни становник, а просечна старост становништва износи 44,7 година (43,9 код мушкараца и 45,6 код жена). У насељу има 47 домаћинстава, а просечан број чланова по домаћинству је 3,87.
Ово насеље је великим делом насељено Србима (према попису из 2002. године), а у последња три пописа, примећен је пад у броју становника.
|  |

| Демографија | Демографија | Демографија |
| Година      | Становника  | Становника  |
| ----------- | ----------- | ----------- |
| 1948.       | 284         |             |
| 1953.       | 267         |             |
| 1961.       | 271         |             |
| 1971.       | 247         |             |
| 1981.       | 198         |             |
| 1991.       | 197         | 196         |
| 2002.       | 182         | 182         |
| 2011.       | 171         |             |
| 2022.       | 182         |             |

| Етнички састав према попису из 2002.‍ | Етнички састав према попису из 2002.‍ | Етнички састав према попису из 2002.‍ | Етнички састав према попису из 2002.‍ | Етнички састав према попису из 2002.‍ |
| ------------------------------------ | ------------------------------------ | ------------------------------------ | ------------------------------------ | ------------------------------------ |
|                                      |                                      |                                      |                                      |                                      |
| Срби                                 | Срби                                 |                                      | 179                                  | 98,35%                               |
| Црногорци                            | Црногорци                            |                                      | 3                                    | 1,64%                                |
| непознато                            | непознато                            |                                      | 0                                    | 0,0%                                 |

| Година пописа     | 1948. | 1953. | 1961. | 1971. | 1981. | 1991. | 2002. |
| ----------------- | ----- | ----- | ----- | ----- | ----- | ----- | ----- |
| Број домаћинстава | 55    | 53    | 56    | 54    | 54    | 52    | 47    |

| Број чланова      | 1 | 2  | 3 | 4 | 5  | 6 | 7 | 8 | 9 | 10 и више | Просек |
| ----------------- | - | -- | - | - | -- | - | - | - | - | --------- | ------ |
| Број домаћинстава | 5 | 14 | 2 | 6 | 11 | 4 | 2 | 2 | 0 | 1         | 3,87   |

| Пол    | Укупно | Неожењен/Неудата | Ожењен/Удата | Удовац/Удовица | Разведен/Разведена | Непознато |
| ------ | ------ | ---------------- | ------------ | -------------- | ------------------ | --------- |
| Мушки  | 79     | 14               | 53           | 10             | 1                  | 1         |
| Женски | 71     | 6                | 52           | 11             | 0                  | 2         |
| УКУПНО | 150    | 20               | 105          | 21             | 1                  | 3         |

| Пол    | Укупно                    | Пољопривреда, лов и шумарство | Рибарство                            | Вађење руде и камена | Прерађивачка индустрија       |
| ------ | ------------------------- | ----------------------------- | ------------------------------------ | -------------------- | ----------------------------- |
| Мушки  | 68                        | 60                            | 0                                    | 0                    | 1                             |
| Женски | 32                        | 29                            | 0                                    | 0                    | 1                             |
| УКУПНО | 100                       | 89                            | 0                                    | 0                    | 2                             |
| Пол    | Производња и снабдевање   | Грађевинарство                | Трговина                             | Хотели и ресторани   | Саобраћај, складиштење и везе |
| Мушки  | 0                         | 0                             | 2                                    | 1                    | 0                             |
| Женски | 0                         | 0                             | 0                                    | 0                    | 0                             |
| УКУПНО | 0                         | 0                             | 2                                    | 1                    | 0                             |
| Пол    | Финансијско посредовање   | Некретнине                    | Државна управа и одбрана             | Образовање           | Здравствени и социјални рад   |
| Мушки  | 0                         | 0                             | 0                                    | 1                    | 2                             |
| Женски | 1                         | 0                             | 0                                    | 0                    | 1                             |
| УКУПНО | 1                         | 0                             | 0                                    | 1                    | 3                             |
| Пол    | Остале услужне активности | Приватна домаћинства          | Екстериторијалне организације и тела | Непознато            | Непознато                     |
| Мушки  | 0                         | 0                             | 0                                    | 1                    | 1                             |
| Женски | 0                         | 0                             | 0                                    | 0                    | 0                             |
| УКУПНО | 0                         | 0                             | 0                                    | 1                    | 1                             |